# Vietnams Davis Cup-lag
Vietnams Davis Cup-lag styrs av vietnamesiska tennisförbund och representerar Vietnam i tennisturneringen Davis Cup, tidigare International Lawn Tennis Challenge. Vietnam debuterade i sammanhanget 1964, och spelade I final I Östra A-zonen in 1964, och Östra B-zonen  1965, 1969 och deltog i Östra zonens inledande omgång 1973 . 1974- 2003 deltog inte laget i turneringen.